# Nykroppa
Nykroppa is een plaats in de gemeente Filipstad in het landschap Värmland en de provincie Värmlands län in Zweden. De plaats heeft 924 inwoners (2005) en een oppervlakte van 246 hectare.

## Verkeer en vervoer
Bij de plaats loopt de Riksväg 26.
De plaats heeft een station op de spoorlijn Gävle - Kil/Frövi.

## Geboren
- Johnny Höglin (1943), langebaanschaatser